# Opius snoflaki
Opius snoflaki är en stekelart som beskrevs av Fischer 1959. Opius snoflaki ingår i släktet Opius och familjen bracksteklar. Inga underarter finns listade i Catalogue of Life.